# Delirium (spectacle)
Pour les articles homonymes, voir Delirium.
DELIRIUM est un ancien spectacle d'aréna du Cirque du Soleil, dont la première eu lieu à Montréal le 26 janvier 2006. À l'origine prévu uniquement pour une tournée nord-américaine, ce spectacle événementiel a finalement terminé sa route en Europe en 2008.

## Concept
Premier spectacle d'aréna du Cirque du Soleil, DELIRIUM est avant tout une célébration de son répertoire musical, appuyée par une ambiance sonore et visuelle qui fait la part belle aux nouvelles technologies. De ce fait, les numéros ne tiennent qu'une place secondaire dans le spectacle, contrairement à ses autres productions. La musique remixée des spectacles du Cirque est donc bien le principal sujet de ce spectacle, mis en scène par Michel Lemieux et Victor Pilon.

## Tournées
- Tournée nord-américaine (Canada, États-Unis et Mexique) : 2006-2007.
- Tournée européenne : 2007-2008 (passage à Paris en France).
- Tombée de rideau à Londres le 19 avril 2008.